# 栃木県道236号矢板停車場線
栃木県道236号矢板停車場線（とちぎけんどう236ごう やいたていしゃじょうせん）は、栃木県矢板市扇町交差点を起点とする県道である。

## 概要
- 延長：0.352km
- 始点：矢板市扇町1丁目（JR矢板駅）
- 終点：矢板市扇町1丁目（扇町交差点=国道461号、栃木県道271号大田原矢板線交点）
- 指定：1961年（昭和36年）4月1日

## 特徴
六角形の正式な県道標識は道中ひとつもなく、扇町交差点に小さな標識が立つことから、かろうじてこの路線の存在を知ることが出来る。
近年道路改修が行われ、一部区間で歩道との段差解消などバリアフリー化が進行したが、旧商店街の区間は歩道幅員が広げられないままである。名称の通り、国道461号と矢板駅を結ぶ役割を果たしている。同時に矢板市に数本存在するメインストリートのひとつである。同市の栃木県道30号矢板那須線は慢性的に渋滞しているので、市内の中心市街地在住の住民にとっては栃木県道30号矢板那須線の渋滞を回避するための道路として、重要な存在となっている。